# ITU World Championship Series 2014
Die World Championship Series 2014 ist eine Triathlon-Rennserie über die „Kurzdistanz“ oder auch „olympische Triathlon-Distanz“. Sie wird vom internationalen Triathlon-Verband ITU (International Triathlon Union) ausgetragen.

## Organisation
Die Distanzen für diese Rennen sind 1,5 km Schwimmen, 40 km Radfahren und 10 km Laufen.
Dieser Weltserie wird seit 1989 jährlich von der Internationalen Triathlon Union (ITU) veranstaltet.
In der Saison 2014 wurden sieben Rennen sowie das Finale Ende August im kanadischen Edmonton ausgetragen.
| Datum                  | Ort       |
| 5. – 6. April 2014     | Auckland  |
| 26. – 27. April 2014   | Kapstadt  |
| 17. – 18. Mai 2014     | Yokohama  |
| 31. Mai – 1. Juni 2014 | London    |
| 27. – 29. Juni 2014    | Chicago   |
| 12. – 13. Juli 2014    | Hamburg   |
| 23. – 24. August 2014  | Stockholm |
| 30. – 31. August 2014  | Edmonton  |

### Wertung

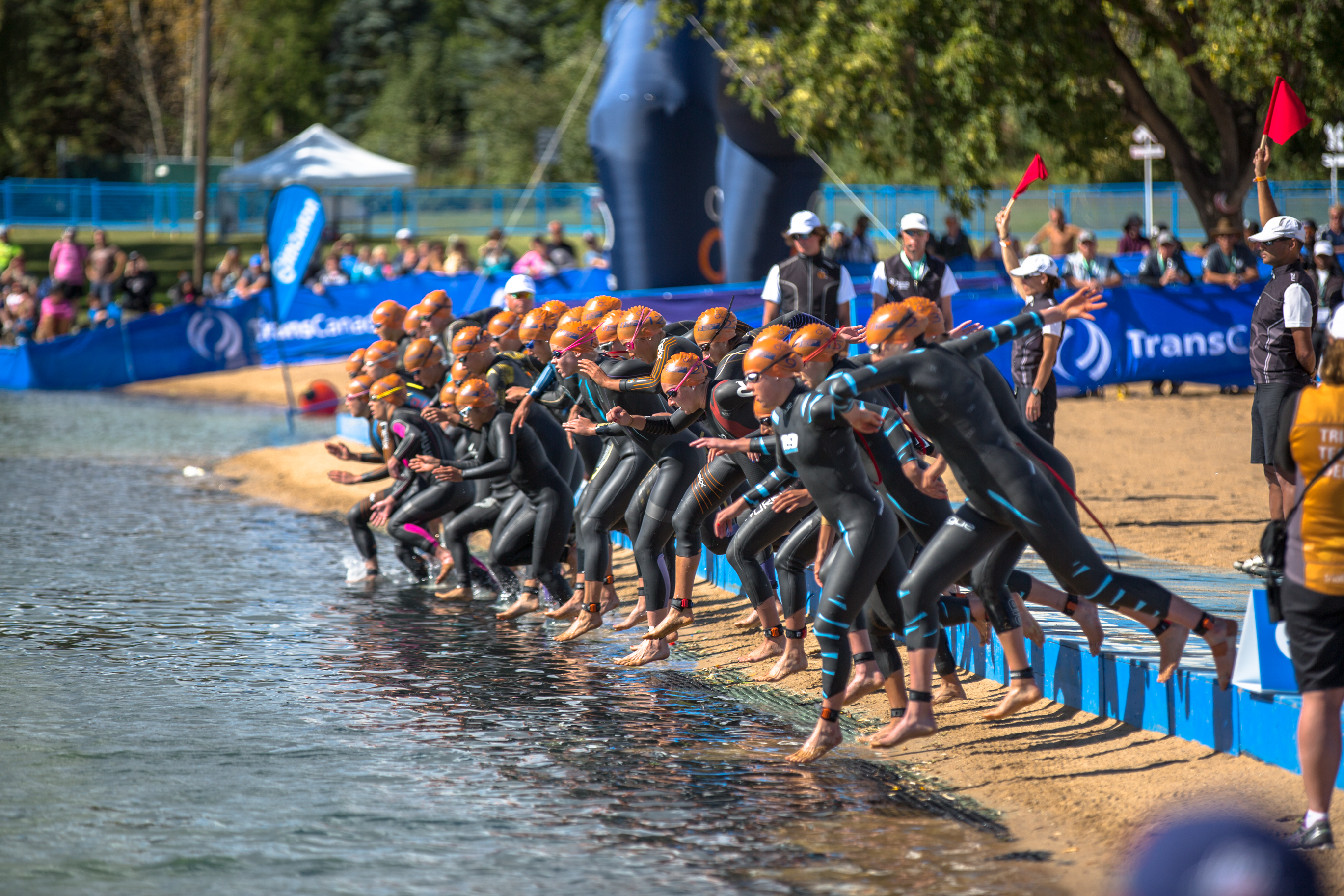
Start der U23-Frauen beim Grand Final in Edmonton am 31. August 2014

Für die Jahreswertung der Weltmeisterschaft werden neben den acht Rennen der Weltserie auch die anderen Rennen des ITU-Weltcups berücksichtigt:

Beim Finale in Edmonton gibt es im August für einen Sieg 1200 Punkte und bei den anderen sieben Rennen der Weltserie gibt es für einen Sieg 800 Punkte. Bei einem normalen ITU-Weltcup gibt es hingegen nur 300 Punkte. Jede weitere Platzierung bekommt bei diesen Rennen eine festgelegte Punktezahl gutgeschrieben.
Für die Jahreswertung wurden die besten vier Ergebnisse der Weltserie, das letzte Finalrennen sowie maximal zwei Weltcup-Rennen berücksichtigt.

## Ergebnisse

### Männer
| Datum         | Ort       | Gold                  | Zeit    | Silber            | Zeit    | Bronze            | Zeit    |
| 6. Apr. 2014  | Auckland  | Javier Gómez          | 1:54:13 | Jonathan Brownlee | 1:54:33 | Aaron Royle       | 1:55:49 |
| 27. Apr. 2014 | Kapstadt  | Javier Gómez -2-      | 1:44:52 | Jonathan Brownlee | 1:45:11 | Dmitri Poljanski  | 1:45:35 |
| 18. Mai 2014  | Yokohama  | Javier Gómez -3-      | 1:45:31 | Mario Mola        | 1:45:31 | Richard Murray    | 1:46:00 |
| 31. Mai 2014  | London    | Mario Mola            | 0:49:46 | Richard Murray    | 0:49:47 | João José Pereira | 0:49:49 |
| 29. Juni 2014 | Chicago   | Javier Gómez -4-      | 1:47:21 | João José Pereira | 1:47:29 | Mario Mola        | 1:47:40 |
| 12. Juli 2014 | Hamburg   | Alistair Brownlee     | 0:51:43 | Vincent Luis      | 0:51:45 | Jonathan Brownlee | 0:51:48 |
| 23. Aug. 2014 | Stockholm | Jonathan Brownlee     | 0:57:31 | Alistair Brownlee | 0:57:37 | Gregor Buchholz   | 0:58:27 |
| 31. Aug. 2014 | Edmonton  | Alistair Brownlee -2- | 1:48:44 | Mario Mola        | 1:49:04 | Javier Gómez      | 1:49:07 |

### Frauen
| Datum         | Ort        | Gold               | Zeit    | Silber        | Zeit    | Bronze            | Zeit    |
| 5. Apr. 2014  | Auckland   | Jodie Stimpson     | 2:08:34 | Anne Haug     | 2:08:59 | Helen Jenkins     | 2:09:10 |
| 26. Apr. 2014 | Kapstadt * | Jodie Stimpson -2- | 1:46:11 | Helen Jenkins | 1:46:18 | Gwen Jorgensen    | 1:46:33 |
| 17. Mai 2014  | Yokohama   | Gwen Jorgensen     | 1:58:38 | Ai Ueda       | 1:59:14 | Agnieszka Jerzyk  | 1:59:24 |
| 31. Mai 2014  | London     | Gwen Jorgensen -2- | 0:54:44 | Sarah Groff   | 0:55:12 | Emma Jackson      | 0:55:19 |
| 28. Juni 2014 | Chicago    | Gwen Jorgensen -3- | 1:55:33 | Helen Jenkins | 1:55:53 | Juri Ide          | 1:56:00 |
| 12. Juli 2014 | Hamburg    | Gwen Jorgensen -4- | 0:56:54 | Emma Jackson  | 0:57:00 | Kirsten Sweetland | 0:57:00 |
| 23. Aug. 2014 | Stockholm  | Sarah Groff        | 1:03:00 | Andrea Hewitt | 1:03:04 | Nicky Samuels     | 1:03:05 |
| 30. Aug. 2014 | Edmonton   | Gwen Jorgensen -5- | 2:00:05 | Andrea Hewitt | 2:00:21 | Nicky Samuels     | 2:00:31 |

* Beim Rennen in Kapstadt am 26. April musste witterungsbedingt die Schwimmdistanz für die Frauen von 1500 auf 750 Meter verkürzt werden.

### Gesamtwertung

#### Männer

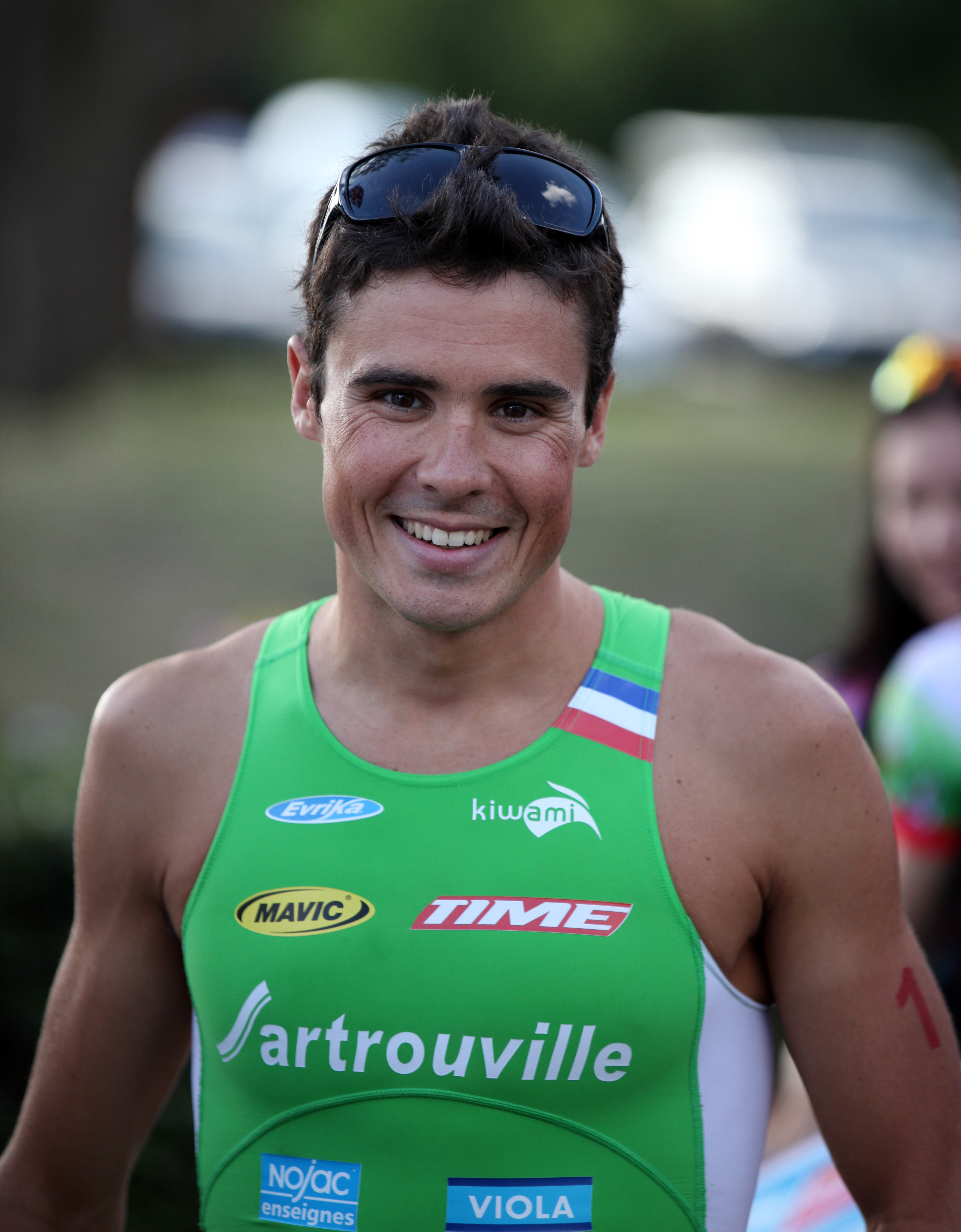
Javier Gómez – Triathlon-Weltmeister auf der Kurzdistanz (2008, 2010, 2013 und 2014)

Im August 2014 konnte sich Javier Gómez in Kanada mit dem dritten Rang beim letzten Rennen der ITU-Weltmeisterschaftsrennserie 2014 erneut den Weltmeisterschaftstitel auf der Kurzdistanz sichern – sein vierter Titel nach 2008, 2010 und 2013.
| Platz | Land | Athlet                    | Punkte |
| ----- | ---- | ------------------------- | ------ |
| 1     | ESP  | Javier Gómez              | 4.860  |
| 2     | ESP  | Mario Mola                | 4.601  |
| 3     | GBR  | Jonathan Brownlee         | 4.501  |
| 4     | GBR  | Alistair Brownlee         | 4.006  |
| 5     | POR  | João José Pereira         | 3.817  |
| 6     | FRA  | Vincent Luis              | 3.148  |
| 11    | DEU  | Gregor Buchholz           | 1.965  |
| 14    | CHE  | Sven Riederer             | 1.828  |
| 20    | DEU  | Steffen Justus            | 1.538  |
| 42    | CHE  | Andrea Nicolas Salvisberg | 790    |
| 44    | AUT  | Alois Knabl               | 749    |

183 Athleten in der Wertung; Stand: 1. September 2014

#### Frauen

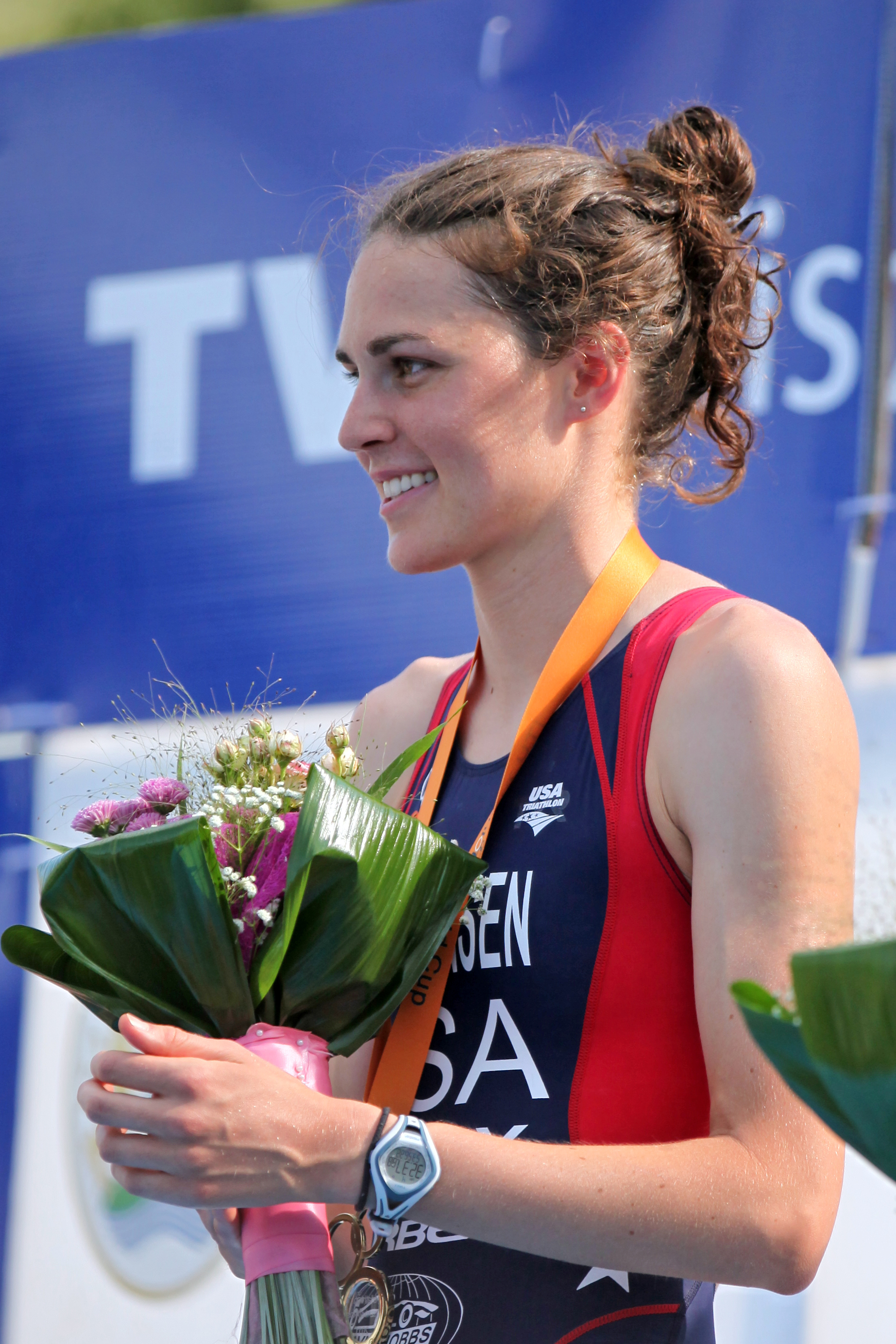
Gwen Jorgensen – Triathlon-Weltmeisterin auf der Kurzdistanz (2014)

Im Rahmen der ITU-Weltmeisterschaftsrennserie 2014 konnte die US-Amerikanerin Gwen Jorgensen vier Rennen in Folge gewinnen, was vor ihr noch keiner Athletin gelang und im August konnte sie sich in Kanada mit ihrem fünften Sieg beim Abschluss-Rennen der Rennserie („Grand Final“) den Weltmeisterschaftstitel auf der Triathlon-Kurzdistanz sichern.
| Platz | Land | Athletin        | Punkte |
| ----- | ---- | --------------- | ------ |
| 1     | USA  | Gwen Jorgensen  | 5.085  |
| 2     | USA  | Sarah Groff     | 3.987  |
| 3     | NZL  | Andrea Hewitt   | 3.845  |
| 4     | GBR  | Jodie Stimpson  | 3.453  |
| 5     | NZL  | Nicky Samuels   | 3.073  |
| 6     | GBR  | Helen Jenkins   | 2.903  |
| 7     | AUS  | Emma Jackson    | 2.903  |
| 17    | AUS  | Emma Moffatt    | 1.965  |
| 22    | DEU  | Rebecca Robisch | 1.585  |
| 37    | AUT  | Lisa Perterer   | 1.099  |
| 55    | DEU  | Hanna Philippin | 587    |
| 89    | CHE  | Céline Schärer  | 224    |

146 Athletinnen in der Wertung; Stand: 1. September 2014

### U23
Auf der olympischen Distanz (1,5 km Schwimmen, 40 km Radfahren und 10 km Laufen) werden im Rahmen des Rennens am letzten Austragungsort der Saison (Grand Final) auch jährlich die Weltmeister in der Kategorie U23 ermittelt.
| Datum/Jahr    | Austragungsort | U23-Weltmeister | Zweiter     | Dritter       |
| ------------- | -------------- | --------------- | ----------- | ------------- |
| 30. Aug. 2014 | Edmonton       | Dorian Coninx   | Marc Austin | Gordon Benson |

| Jahr | U23-Weltmeisterin | Zweite            | Dritte     |
| ---- | ----------------- | ----------------- | ---------- |
| 2014 | Sophia Saller     | Gillian Backhouse | Erin Jones |